# Spilosoma lutescens
Spilosoma lutescens là một loài bướm đêm thuộc phân họ Arctiinae, họ Erebidae.